# Komet Peters-Hartley
Komet Peters-Hartley  (uradna oznaka je 80P/ Peters-Hartley) je periodični komet z obhodno dobo okoli 8,1 let. Komet pripada Jupitrovi družini kometov.

## Lastnosti
Ob odkritju je bila ocenjena magnituda okoli 10.
Med letoma 1846 in 1974 kometa niso opazili.